# سیاه منسه بالا
سیاه منسه بالا، روستایی از توابع بخش اتاقور شهرستان لنگرود در استان گیلان ایران است.
کوه های سرسبز باغات چای و شالیزار های زیبای  و رود خانه پر آب این روستا چشم انداز فوق العاده زیبایی را به این منطقه بخشیده است.
روستای سیامنسه بالا از سمت مشرق در دامنه کوه قرار دارد و از سمت مغرب توسط رودخانه شلمانرود محاصره شده است. صبحگاهان معمولا تا ساعت 9 صبح آفتابی ندارد و به عبارتی حالت سایه "نَسّه" دارد. کلمه سیامنسه برگرفته شده از وجه تسمیه سیاه نَسّه می باشد که به مرور زمان به سیاه منسه تغییر یافته است.
مردم این روستا همه کشاورز و دامدارند و بسیار سخت کوش. بارزترین خصیصه مردمان این روستا که مردمش را از سایر مردمان روستاهای اطراف متمایز می کند انضباط و عجله وافر در شروع کار کشاورزی می باشد.
باغات چای، مرکبات، دامداری و شالیکاری در سیامنسه بالا منبع اصلی درآمد خانوار می باشد. 
سختکوشی مردم سیامنسه در پرورش جوانان با استعداد مثال زدنی ست. و هم اکنون دارای چندین مهندس، دکتر و استاد دانشگاه می باشد که در سراسر کشور مشغول به خدمت هستند.

## جمعیت
این روستا در دهستان لات لیل قرار دارد و براساس سرشماری مرکز آمار ایران در سال ۱۳۸۵، جمعیت آن ۲۴۵ نفر (۶۴خانوار) بوده‌است.
محمدصادق مرادی فر از چهره های هنری و ورزشی منطقه سیاه منسه می باشد. 